# Lingkou (köpinghuvudort i Kina, Jiangsu Sheng, lat 31,95, long 119,65)
Lingkou (kinesiska: 陵口, 陵口镇) är en köpinghuvudort i Kina. Den ligger i provinsen Jiangsu, i den östra delen av landet, omkring 81 kilometer öster om provinshuvudstaden Nanjing. Antalet invånare är 43 418. Befolkningen består av 21 585 kvinnor och 21 833 män. Barn under 15 år utgör 9,0 %, vuxna 15-64 år 78 %, och äldre över 65 år 12,0 %.
Runt Lingkou är det tätbefolkat, med 982 invånare per kvadratkilometer. Närmaste större samhälle är Menghe, 19,8 km öster om Lingkou. Trakten runt Lingkou består till största delen av jordbruksmark.
Genomsnittlig årsnederbörd är 1 525 millimeter. Den regnigaste månaden är juli, med i genomsnitt 289 mm nederbörd, och den torraste är januari, med 43 mm nederbörd.